# Tamboril (ort i Brasilien, Ceará, Tamboril)
Tamboril är en ort i Brasilien.   Den ligger i kommunen Tamboril och delstaten Ceará, i den östra delen av landet, 1 500 km nordost om huvudstaden Brasília. Tamboril ligger 321 meter över havet och antalet invånare är 14 292.
Terrängen runt Tamboril är platt åt sydväst, men åt nordost är den kuperad. Det finns inga andra samhällen i närheten.
Omgivningarna runt Tamboril är huvudsakligen savann. Runt Tamboril är det glesbefolkat, med 13 invånare per kvadratkilometer.